# Le Procès des Khmers rouges. Trente ans d'enquête sur le génocide cambodgien
Pour un article plus général, voir Crimes du régime khmer rouge.
Le Procès des Khmers rouges. Trente ans d'enquête sur le génocide cambodgien est un livre du journaliste Francis Deron publié en 2009.

## Présentation
Francis Deron donne dès le début de son essai son point de vue : « Les salauds ont toujours d’excellentes raisons d’être ou d’avoir été des salauds. A leurs propres yeux, d’abord ; mais aussi aux yeux de certains de leurs contemporains ».
L'ouvrage est le résultat d'une enquête pendant trois décennies sur ce « génocide ».  Le travail du journaliste est une compilation de ses visites au Cambodge après la disparition du régime communiste en 1981 et 1985, de ses entretiens avec certains khmers rouges, et de documents officiels pour l’organisation du procès. Pour Francis Deron : « Il est inouï de constater que la justice dispose, trente ans après les faits, non seulement de la personne qui fut le concepteur et l'artisan en chef de ce système (...), mais d'un fonds d'archives unique dans l'histoire des totalitarismes jetés à bas ».

## Accueil critique
Pour Pierre Pachet l'ouvrage présente plusieurs intérêts. Francis Deron a été en poste pendant vingt ans à Pékin et à Bangkok ce qui lui a permis de comprendre les liens et connivences entre les protagonistes de cette tragédie. Par ailleurs il n'a pas été « contaminé par la sympathie arrogante que le maoisme a suscitée en France ».

## Récompense
À titre posthume, Francis Deron est lauréat du prix spécial du prix Pierre Simon 2009 pour son ouvrage  Le Procès des Khmers rouges. Alain Frachon, directeur de la rédaction du quotidien Le Monde, le reçoit en son nom.